# The Photograph Habit
The Photograph Habit è un cortometraggio muto del 1909. Il nome del regista non viene riportato nei credit del film.

## Trama
Charles è matto per la fotografia e pur di fotografare qualcosa sfida ogni pericolo, dal cadere da un terrapieno a farsi quasi investire da un treno.

## Produzione
Il film fu prodotto dalla Lubin Manufacturing Company.

## Distribuzione
Distribuito dalla Lubin Manufacturing Company, il film - un breve cortometraggio della lunghezza di 104 metri - uscì nelle sale cinematografiche statunitensi il 29 marzo 1909. Nelle proiezioni, veniva programmato con il sistema dello split reel, accorpato in un'unica bobina con un altro cortometraggio prodotto dalla Lubin, la commedia Help! Police!.